# Thomas Couture
Thomas Couture (21. prosince 1815 Senlis – 30. března 1879 Villiers-le-Bel) byl francouzský malíř, který proslul jako učitel mnoha impresionistických malířů – Édouarda Maneta, Claude Moneta a jiných. S jejich názory spíše nesouhlasil; a sám byl znám díky svému obrazu Římané v době úpadku, který odpovídá dobovému vkusu.

## Život
Narodil se v Senlisu ve Francii. V jedenácti letech se s rodinou přestěhoval do Paříže, kde začala navštěvovat muzea, kde trávil mnoho času. Otec ho zapsal do École des Arts et Métiers a později studoval na École des Beaux-Arts u Hyppolita Delaroche a Antoine-Jeana Grose. Šestkrát se zúčastnil prestižní soutěže o Prix de Rome o jednoroční stipendium na studijní pobyt v Římě, který pořádala jeho škola, ale nikdy tuto cenu nevyhrál. Tento neúspěch dával za vinu škole a jejím vyučovacím metodám, které považoval za zpátečnické. Soutěž nakonec vyhrál v roce 1837, ale jeho zahořsklý postoj vůči škole nezmizel.
Již za studia kopíroval díla italských a holandských děl: např. Tiziana, Palmy i Rubense, ale i díla svého akademického učitele. V roce 1840 začal vystavovat v Salonu. Kritika i veřejnost jeho díla přijímala pozitivně a získal i několik cen. Maloval tehdy hlavně obrazy s historickými motivy jako obraz Římané v době úpadku (1847, Musee d'Orsay, Paříž), který ho vynesl mezi oslavované malíře. Po tomto úspěchu si otevřel vlastní atelier. Obraz mu také přinesl několik vládních a církevních zakázek na nástěnné malby. První dvě však nedokončil a třetí dokončenou zakázku pro kapli svaté Panny v kostele Saint-Eustache v Paříži nepřijala příznivě veřejnost. Odmítnutí vnímal Couture trpce a v roce 1860 se rozhodl odejít z Paříže zpět do svého rodiště. Zde si vytvořil nový atelier kam za ním jezdilo do učení poměrně mnoho mladých umělců, což Coutura nadchlo a v roce 1867 vydal i knihu návrhů o tom jak by se podle něj mělo učit. Kniha popudila mnoho tradičních malířů, ale zároveň mu přinesla přízeň mladé malířské generace.
Couture zemřel 30. března 1879 ve Villiers-le-Bel, je pohřben na hřbitově Père Lachaise v Paříži.

## Tvorba
Obraz Římané v době úpadku, který přinesl Couturovi slávu, byl namalován přesně podle tehdy platných tradičních měřítek a požadavků. V průběhu života se od těchto tradic zcela odklonil a jeho další obrazy pak úplně postrádaly těžkopádnost a tmavé barvy. Takřka odmítl historická témata a zaměřil svou pozornost spíše na portrétní malbu a vtipné obrazy, jež vytvářel pro své soukromé zákazníky. I jeho práce se štětcem se změnila – místo drobných detailních tahů začal používat široké a dynamické tahy.
Mezi Couturovy žáky patřily takové budoucí malířské osobnosti jako Edouard Manet, Puvis de Chavannes, Henri Fantin-Latour, Mary Cassattová, Elizabeth Boott a další.
Ač poskytoval svým žákům liberálnější výuku, nešel s realismem tak kupředu jako Courbet, a pro své žánrové scény používal spíše drobnější formáty, oblíbené v buržoazních kruzích. Sice např. Cézanne k němu projevoval určité sympatie, ale jiní, jako Manet, ho považovali za příliš zpátečnického. Nicméně dnes je považován za jednoho z přímých patriotů akademického umění 19. století.

## Galerie

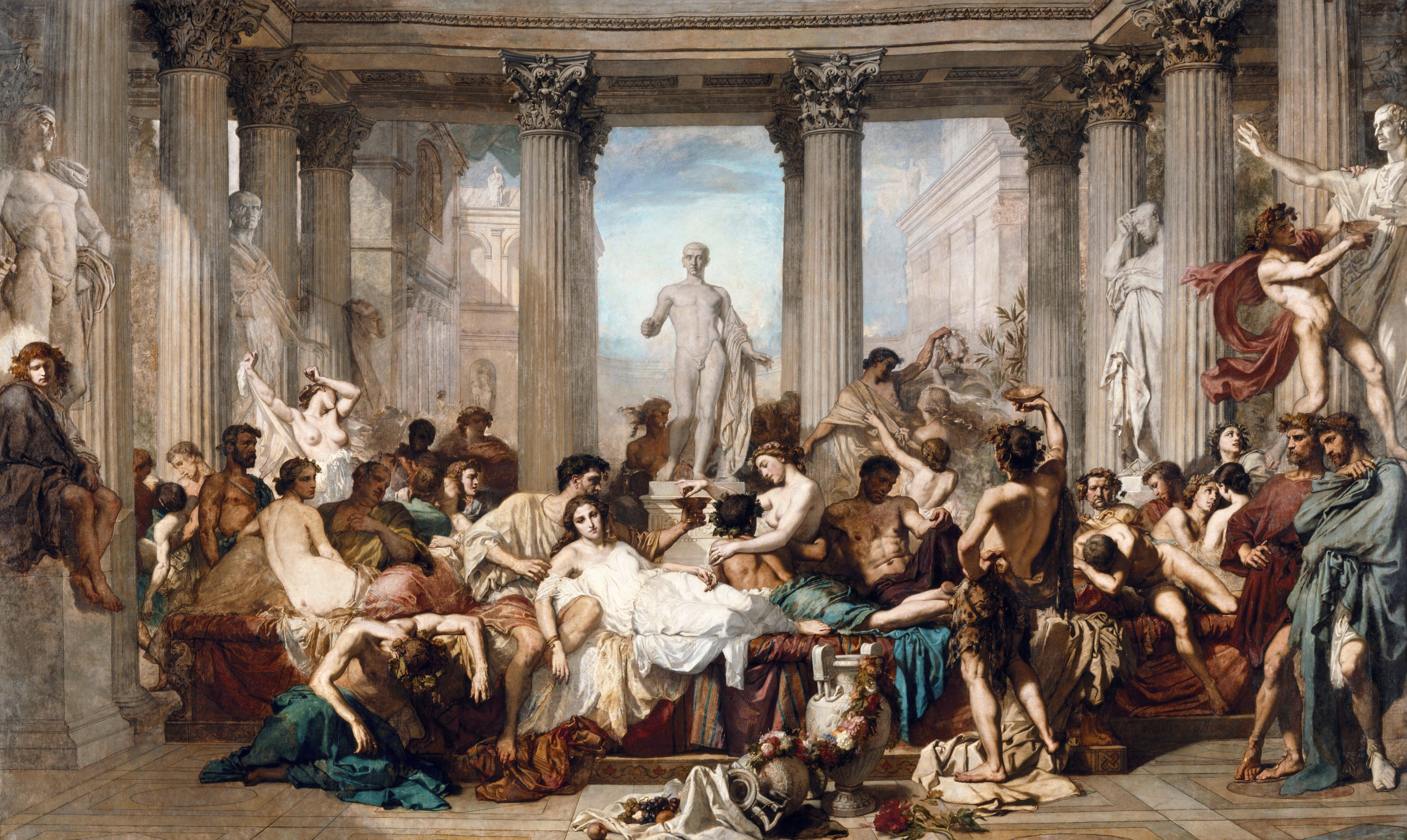
Římané v době úpadku (1847)
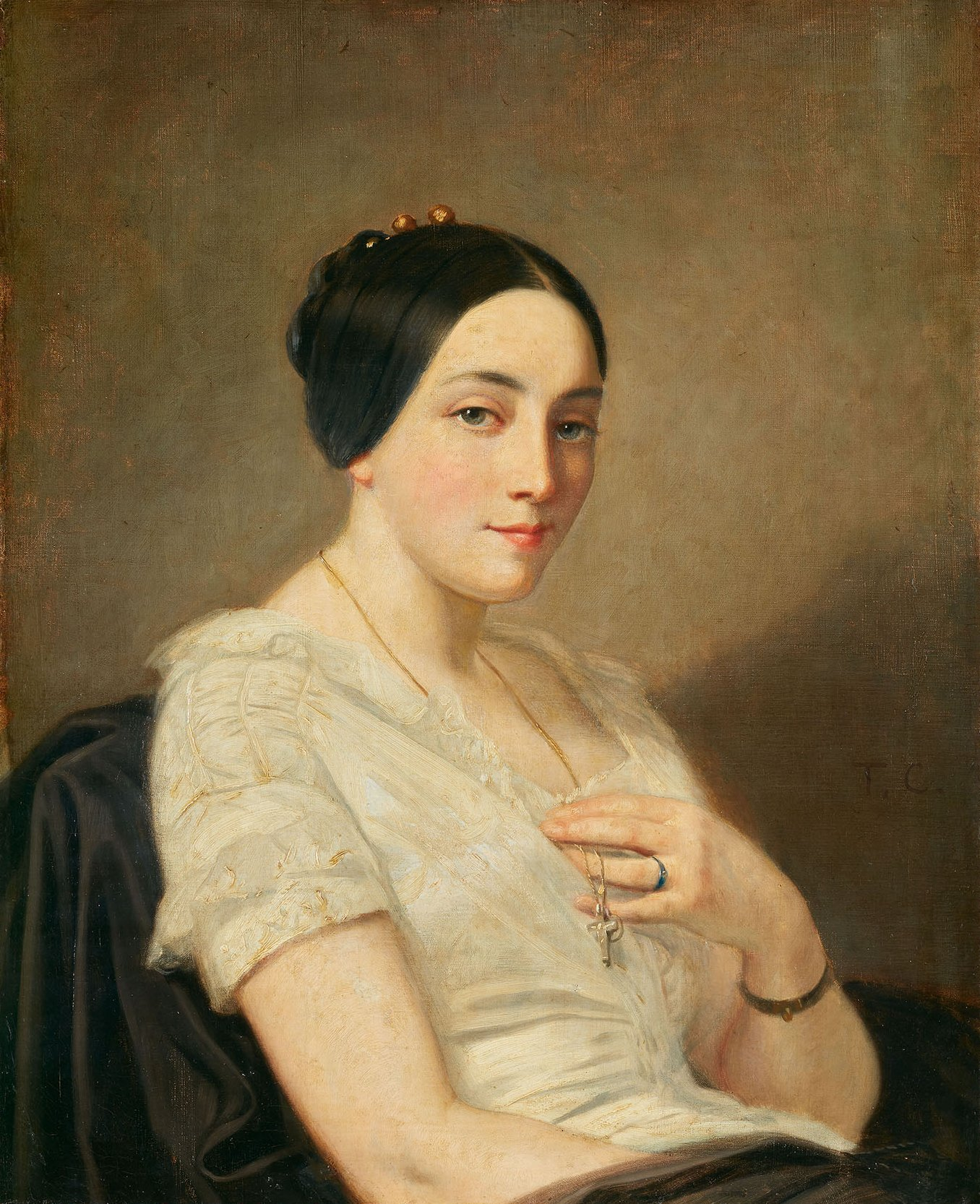
Portrét sedící ženy (1850)
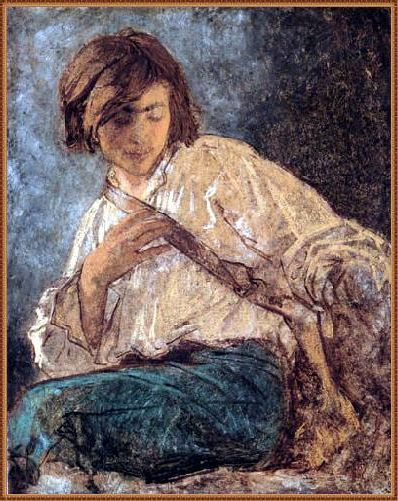
Anselm Feuerbach (1852)
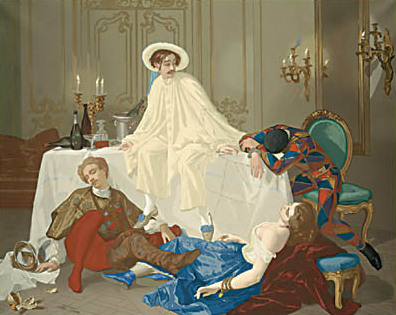
Večeře po maškarním bálu (1857)
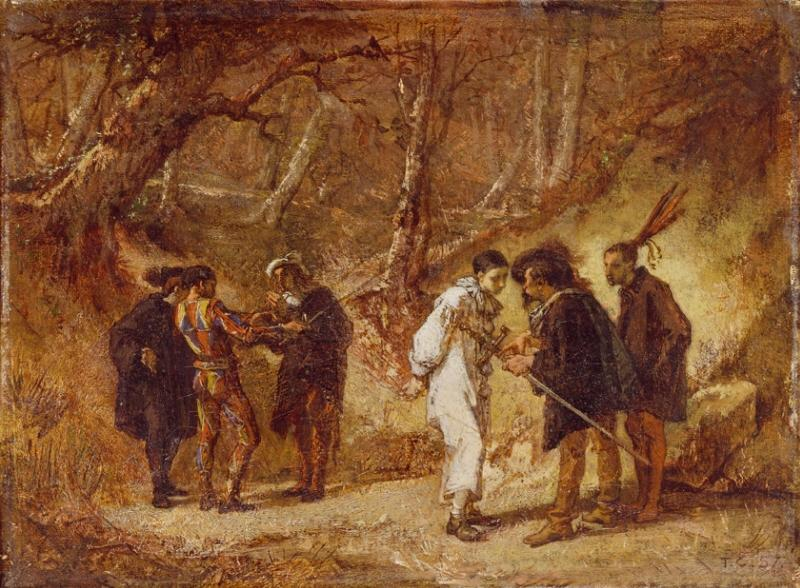
Duel po maškarním bálu (1857)
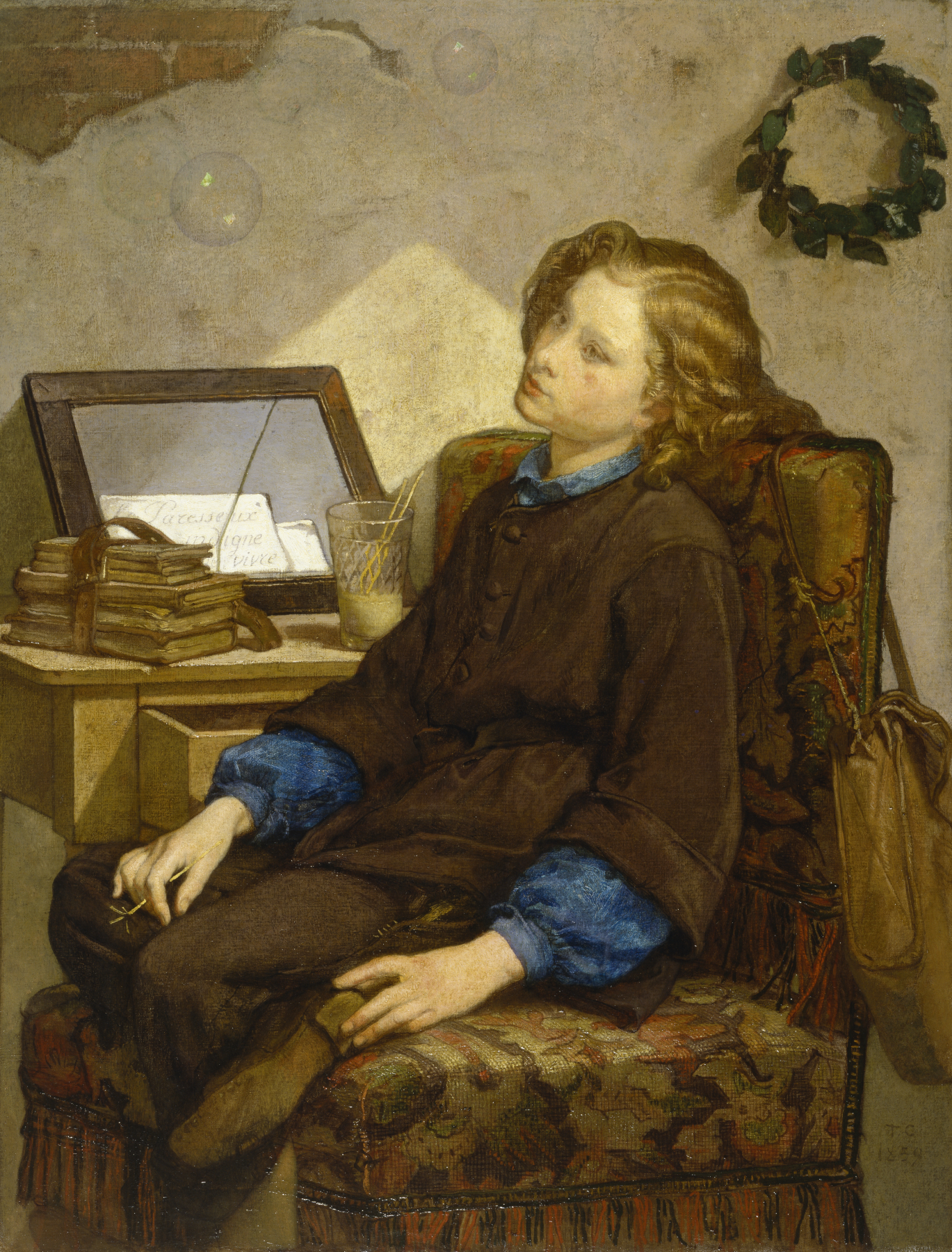
Snění (1859)
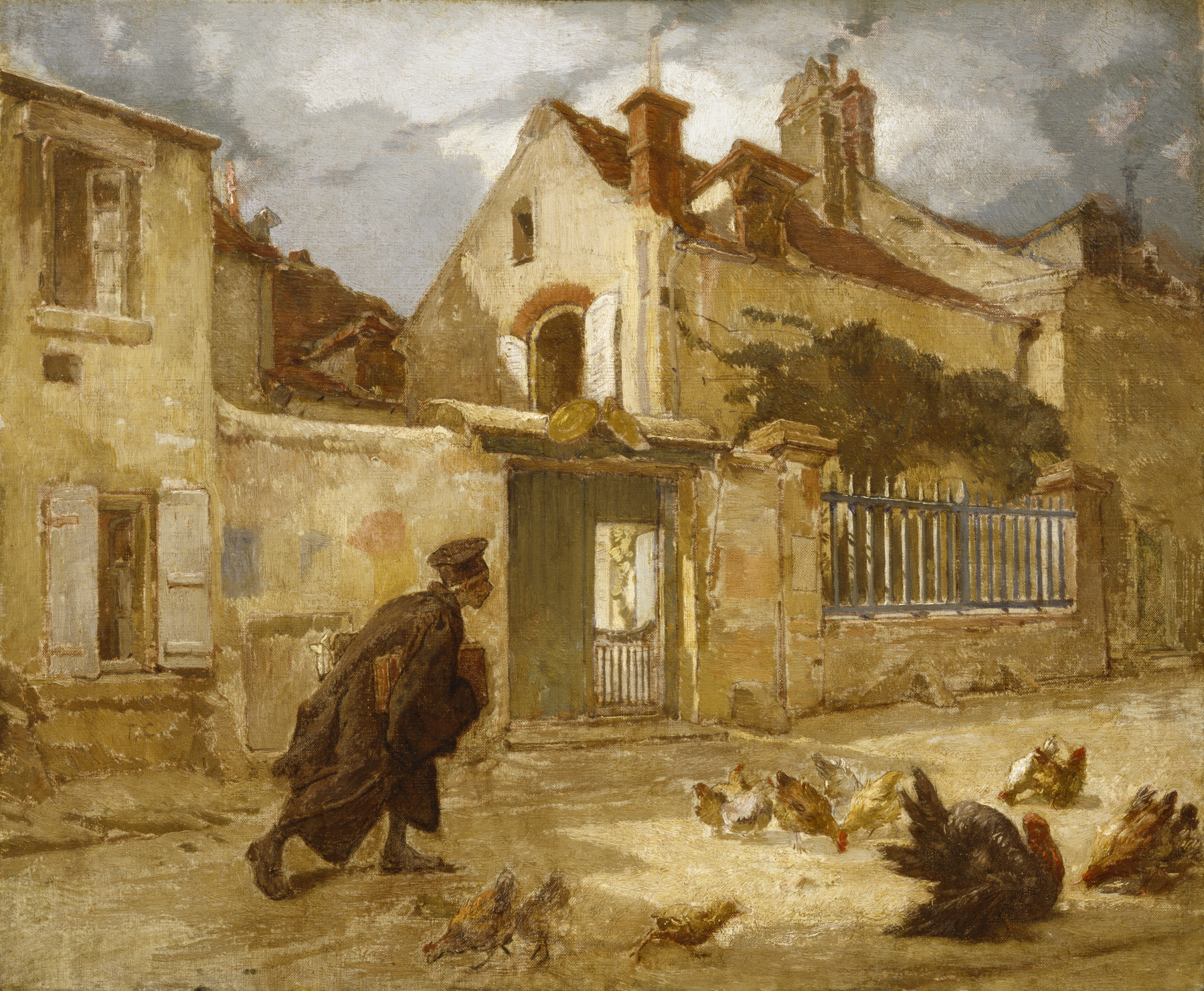
Právník na cestě k soudu (kolem 1860)